# Lingga Jaya
Lingga Jaya is een bestuurslaag in het regentschap Kuningan van de provincie West-Java, Indonesië. Lingga Jaya telt 2400 inwoners (volkstelling 2010).